# Médaille Imtiyaz
La Médaille Imtiyaz , (turc : Nişan-ı İmtiyaz) ou Nicham-Imtiyaz aussi appelée médaille du mérite était une décoration de l'Empire ottoman instituée en 1882, elle comprenait deux grades, la médaille d'or et la médaille d'argent. Une version fut décernée lors de la Première Guerre mondiale elle avait alors deux épées croisées et une barrette portant la date 1333 (1915) en plus.